# Sonja Ziemann

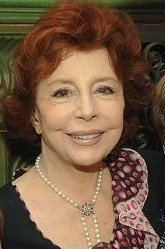
Sonja Ziemann (2006)

Sonja Alice Selma Toni (Sonja) Ziemann (Eichwalde, 8 februari 1926 - München, 17 februari 2020) was een Duits actrice, danseres en zangeres die vooral in de jaren 50 geliefd was bij het Duitse publiek door haar rollen in musicals, romantisch films en heimatfilms, onder andere Schwarzwaldmädel (1950) en Grün ist die Heide (1951).
Zij trad tussen 1941 en 2011 op in meer dan 80 films. Haar laatste optreden was in Germaine Damar - Der tanzende Stern (2011), een documentaire over de Luxemburgse zangeres en danseres Germaine Damar. Tijdens haar leven huwde ze driemaal. Ze scheidde van haar eerste echtgenoot Rudolf Hambach in 1956. Haar tweede echtgenoot, Marek Hlasko, pleegde zelfmoord in 1969 en in 2001 overleed haar derde man, Charles Regnier. Sonja Ziemann woonde de laatste tijd in een verzorgingstehuis in München.

## Biografie
Op 7-jarige leeftijd volgde Ziemann balletschool. Op haar 14de zette ze een punt achter haar balletopleiding en een jaar later kreeg ze een engagement bij het bekende Berlijnse variététheater "Plaza". Nadien kende zij heel wat succes in vele operettes en revues. Bij de aanvang van de jaren 40 volgde zij een opleiding aan een toneelschool, wat in 1942 resulteerde in het bijrolletje van Bambi in de populaire komedie Ein Windstoß.
Tijdens de oorlog speelde Sonja Ziemann nog in een vijftal films. Met Schwarzwaldmädel (1950), de eerste Duitse naoorlogse kleurenfilm, en Grün ist die Heide (1951), werd Ziemann het idool van het Duitse publiek. Samen met de Oostenrijkse acteur Rudolf Prack vormde zij het droomkoppel van de Duitse film. Buiten haar filmcarrière speelde ze ook toneel en trad ze op in musicals (o.a. als Eliza Doolittle in My Fair Lady uit 1962).
Na 1970 was Ziemann enkel nog sporadisch te zien op tv. In 1997 speelde zij nog in twee afleveringen van de Duitse tv-serie Park Hotel Stern.

## Trivia
- Sonja Ziemann werd in 1954 gecast voor de rol van de jonge koningin Victoria in Mädchenjahre einer Königin van Ernst Marischka, maar uiteindelijk ging die rol naar de jonge Romy Schneider.
- Ziemann trad ook op in de Amerikaanse oorlogsfilm The Bridge at Remagen uit 1969.

## Filmografie

### Bioscoop
- 1940: Der Schatz
- 1941: Ein Windstoß
- 1943: Die Jungfern vom Bischofsberg
- 1943: Geliebter Schatz
- 1943/1944: Eine kleine Sommermelodie (ongepubliceerd voor het einde van de oorlog)
- 1944: Hundstage
- 1945: Freunde
- 1945/47: Liebe nach Noten (overloper)
- 1946: Allez Hopp
- 1946: Sag’ die Wahrheit
- 1947: Spuk im Schloß
- 1947: Herzkönig
- 1948: Eine reizende Familie/Danke, es geht mir gut (overloper)
- 1948: Wege im Zwielicht
- 1949: Nichts als Zufälle
- 1949: Nächte am Nil
- 1949: Um eine Nasenlänge
- 1949: Nach Regen scheint Sonne
- 1950: Eine Nacht im Séparée
- 1950: Maharadscha wider Willen
- 1950: Schwarzwaldmädel
- 1950: Die lustigen Weiber von Windsor
- 1951: Schön muß man sein
- 1951: Die Frauen des Herrn S.
- 1951: Johannes und die 13 Schönheitsköniginnen
- 1951: Grün ist die Heide
- 1952: Die Diebin von Bagdad
- 1952: Alle kann ich nicht heiraten
- 1952: Made in Heaven
- 1952: Am Brunnen vor dem Tore
- 1953: Hollandmädel
- 1953: Christina
- 1953: Mit siebzehn beginnt das Leben
- 1953: Die Privatsekretärin
- 1954: Bei Dir war es immer so schön
- 1954: Meine Schwester und ich
- 1954: Die sieben Kleider der Katrin
- 1954: Große Starparade
- 1954: Der Zarewitsch
- 1955: Liebe ohne Illusion
- 1955: Ich war ein häßliches Mädchen
- 1955: Mädchen ohne Grenzen
- 1956: Das Bad auf der Tenne
- 1956: Dany, bitte schreiben Sie
- 1956: Opernball
- 1956: Kaiserball
- 1956: Nichts als Ärger mit der Liebe
- 1957: Frühling in Berlin
- 1957: Die große Sünde
- 1957: Frauenarzt Dr. Bertram
- 1957: Die Zürcher Verlobung
- 1958: Gli italiani sono matti
- 1958: Tabarin
- 1958: Der achte Wochentag
- 1958: Sérénade au Texas
- 1958: Hunde, wollt ihr ewig leben
- 1959: Liebe auf krummen Beinen
- 1959: Menschen im Hotel
- 1959: Abschied von den Wolken
- 1959: Strafbataillon 999
- 1959: Nacht fiel über Gotenhafen
- 1960: Au voleur!
- 1961: The Secret Ways
- 1961: … denn das Weib ist schwach
- 1961: A Matter of WHO
- 1961: Der Traum von Lieschen Müller
- 1961: Ihr schönster Tag
- 1962: Axel Munthe – Der Arzt von San Michele
- 1962: Journey into Nowhere
- 1964: Frühstück mit dem Tod
- 1964: Halløj i himmelsengen
- 1969: The Bridge at Remagen
- 1969: De Sade

### Televisie
- 1958: Die Beklagte (televisiefilm)
- 1963: Curd Jürgens erzählt … (Die Frau an meiner Seite)
- 1965: Madeleine und Manouche (televisiefilm)
- 1965: Das Leben des Horace A. W. Tabor (televisiefilm)
- 1967: Josephine (televisiefilm)
- 1967: Liebesgeschichten (televisieserie, 1 aflevering)
- 1970: Alle hatten sich abgewandt (televisiefilm)
- 1970: Fröhliche Weihnachten (televisiefilm)
- 1971: Das Messer
- 1973: Der Kommissar - Der Geigenspieler (televisieserie)
- 1977: Das Biest (televisiefilm)
- 1996: Guten Morgen, Mallorca (televisieserie, 1 aflevering)
- 1997: Park Hotel Stern (televisieserie, zwei afleveringen)
- 2011: Germaine Damar – Der tanzende Stern (dvd-documentaire)

## Theaterrollen (selectie)
- 1962: My Fair Lady (Musical)
- 1969: Lulu, in de oorspronkelijke versie van Frank Wedekinds Erdgeist, en Die Büchse der Pandora
- 1973: Endstation Sehnsucht van Tennessee Williams
- 1978: Die tätowierte Rose van Tennessee Williams, met Götz George
- 1981: Lid van het Zürcher Schauspielhaus
- 1982: Lady Windermeres Fächer (Kleine Komödie München)